# Ivana II. od Empúriesa
Doña Ivana II. od Empúriesa (katalonski Joana, šp. Juana), poznata i kao Ivana Aragonska ili Ivana od Cardone (Segorbe, 1543. – Barcelona, 12. kolovoza 1608.), bila je španjolska plemkinja; grofica Pradesa i Empúriesa, vojvotkinja Cardone i Segorbea, markiza Pallarsa Sobire, vikontica Villamura te barunica Entençe.

## Život i obitelj
Ivanini su roditelji bili Don Alfons de Aragón y Portugal i Doña Ivana od Cardone, preko koje je bila unuka Don Fernanda I. od Cardone.
Nakon smrti svoga brata Franje, Ivana je, jer joj brat nije imao djece, postala vojvotkinja Cardone.
Njezin je muž bio Diego Fernández de Córdoba y Zúñiga (1524. – 1601.).
Godine 1605. Ivana je dala Empúries svom unuku, Don Henriku Aragonskom i Cardonskom.

### Djeca
Ivanina djeca s Diegom:
- Francesca
- Ivana
- Marija
- Guiomar
- Ana
- Beatrica
- Ludovik Ramón
- Marija Ana
- Alfons
- Marija Magdalena